# Чкребич, Душан
Душан Чкребич (серб. Душан Чкребић; 7 августа 1927, Ниш, Королевство сербов, хорватов и словенцев — 7 апреля 2022, Белград, Сербия) — сербский политический и государственный деятель, председатель Исполнительного веча Скупщины Социалистической Республики Сербии в составе СФРЮ (6 мая 1974 — 6 мая 1978), председатель Скупщины Социалистической Республики Сербии (1978—1982) и президент Социалистической Республики Сербия в составе СФРЮ (5 мая 1982 — 5 мая 1985). Председатель Президиума Социалистической Республики Сербия (1984—1986). Член ЦК Союза коммунистов Сербии (1982—1984).

## Биография
Сын бедного сапожника. Участник Второй мировой войны, сражался в составе 1-й Пролетарской ударной бригады Народно-освободительной армии Югославии (НОАЮ).
С 1947 года, будучи стипендиатом правительства Югославии, начал обучаться в МАИ (СССР). Летом 1948 года в связи с постановлением Коминформа прервал учёбу в Москве и продолжил её осенью того же года в Белграде. Окончил учёбу на электротехническом факультете Белградского университета в июне 1953 года.
В 1958 году стал генеральным директором завода в Лукаваце. С 1974 по 1978 год занимал пост председателя Исполнительного веча Скупщины Социалистической Республики Сербии, затем с 1978 года — председатель Скупщины Социалистической Республики Сербии.
В 1982 году стал членом ЦК Союза коммунистов Югославии. С 5 мая 1982 по 5 мая 1985 года — Президент Социалистической Республики Сербия в составе СФРЮ.
Ушёл из политики в 1990 году. Умер 7 апреля 2022 года в возрасте 94 лет. Похоронен на Аллее Почётных граждан на Новом кладбище в Белграде.

## Избранные публикации
- Књига мемоарске прозе Запис на песку, Београд, 1995;
- Политички и мемоарски есеји Између памћења и заборава, Нови Сад, 2007;
- Мемоарски спис Живот. Политика. Коментари, Београд, 2008;
- Мемоарски есеји Поглед искоса, Београд, 2009;
- Монографија Коча Поповић — дубока људска тајна, Београд, у четири издања — прво 2011, друго проширено 2012, треће 2017. и четврто издање 2019. године;
- Мемоарски есеји Људи и догађаји, Београд, 2013;
- Монографија Коминтерна — Бурни догађаји и њихове последице по СФРЈ и Србију, Београд, 2018.